# Atticus Finch
Atticus Finch es un personaje de la novela de 1960 Matar un ruiseñor, de la escritora estadounidense Harper Lee. Ya aparece una versión preliminar del personaje en la novela Ve y pon un centinela, también de Lee, que aunque fue escrita a mediados de la década de 1950, se publicó por primera vez en 2015.
Atticus Finch es un abogado viudo antirracista que vive tranquilamente en el ficticio condado de Maycomb, Alabama, con sus hijos: Jeremy "Jem" Finch y Jean Louise "Scout" Finch, a los que educa según los principios de moralidad y tolerancia. Lee se inspiró en su propio padre, Amasa Coleman Lee, un abogado de Alabama que, como Finch, defendió a personas negras en varios casos criminales de fuerte presencia mediática. La lista de los 100 mejores personajes de ficción desde 1900 publicada por Book Magazine considera a Finch como el séptimo mejor personaje de ficción de la literatura del siglo XX.
Finch se encarga de defender a un joven negro, Tom Robinson, acusado por un agricultor borracho y violento de haber violado a su hija. El hombre se proclama inocente y Atticus demuestra que la acusación es infundada, pero el proceso judicial emite igualmente un veredicto de culpabilidad, condenando a muerte al acusado. El imputado termina por huir y es asesinado por un guardián.
El personaje de Atticus Finch, interpretado por Gregory Peck en la película homónima basada en la novela, es considerado el mayor héroe del cine estadounidense según la evaluación del American Film Institute. En una Alabama todavía fuertemente dividida entre segregacionistas y antirracistas, el abogado Finch se convierte en paladín de la justicia y de la igualdad racial frente a la ignorancia y la dificultad de la gente para abrirse a los otros y a juzgar al prójimo sin caer en fáciles prejuicios.